# Kiedy opadają maski
Kiedy opadają maski (tyt. oryg. Kur hiqen maskat) – albański film fabularny z roku 1975 w reżyserii Dhimitra Anagnosti.

## Opis fabuły
Film muzyczny, w którym znani albańscy piosenkarze z Teatru Estradowego w Tiranie, w kolejnych utworach wyśmiewają biurokratyczny styl pracy w urzędach i tendencje liberalne, które w latach 70. pojawiły się w albańskim życiu społecznym.
Film realizowano w Tiranie.

## Obsada
- Skënder Sallaku
- Fiqrete Sallaku
- Skënder Plasari
- Enver Dauti
- Tonin Konçi
- Liljana Kondakçi
- Dario Llukaçi
- Xhemal Myftiu
- Tatiana Shehu
- Hajrie Sula
- Tonin Tërshana
- Vegim Xhani
- Vaçe Zela